# Liste de chanteurs de heavy metal
Cet article est une liste de chanteurs de heavy metal, classés par ordre alphabétique. La première colonne comporte le nom des chanteurs tandis que la seconde liste leur pays d'origine.

## A
| Abbath            | Norvège            |
| Eric Adams,       | États-Unis         |
| Sharon den Adel   | Pays-Bas           |
| Mikael Åkerfeldt, | Suède              |
| Russell Allen,    | États-Unis         |
| Tom Angelripper   | Allemagne          |
| Phil Anselmo      | États-Unis         |
| Tom Araya,        | Chili / États-Unis |
| John Arch         | États-Unis         |

Début de page

## B
| Sebastian Bach     | Canada             |
| Paul Baloff        | États-Unis         |
| Matthew Barlow,    | États-Unis         |
| Chris Barnes       | États-Unis         |
| Václav Noid Bárta  | République tchèque |
| Blaze Bayley       | Royaume-Uni        |
| Burton C. Bell     | États-Unis         |
| Joey Belladonna    | États-Unis         |
| Chester Bennington | États-Unis         |
| Glen Benton        | États-Unis         |
| Andy Biersack      | États-Unis         |
| Chuck Billy        | États-Unis         |
| Randy Blythe,      | États-Unis         |
| Jon Bon Jovi       | États-Unis         |
| Graham Bonnet      | Royaume-Uni        |
| Marcela Bovio      | Mexique            |
| Justin Broadrick   | Royaume-Uni        |
| Joakim Brodén      | Suède              |
| Mike Browning      | États-Unis         |
| John Bush          | États-Unis         |

Début de page

## C
| Joacim Cans     | Suède       |
| Max Cavalera    | Brésil      |
| Julie Christmas | États-Unis  |
| Sabina Classen  | Allemagne   |
| David Coverdale | Royaume-Uni |
| Dale Crover     | États-Unis  |
| Attila Csihar,  | Hongrie     |

Début de page

## D
| Glenn Danzig           | États-Unis  |
| Adam « Nergal » Darski | Pologne     |
| Jonathan Davis         | États-Unis  |
| Dead                   | Suède       |
| Andi Deris             | Allemagne   |
| King Diamond,          | Danemark    |
| Paul Di'Anno           | Royaume-Uni |
| Bruce Dickinson,       | Royaume-Uni |
| Ronnie James Dio,      | États-Unis  |
| Udo Dirkschneider      | Allemagne   |
| Don Dokken             | États-Unis  |
| Peter Dolving          | Suède       |
| Lee Dorrian            | Royaume-Uni |
| David Draiman,         | États-Unis  |
| Kevin DuBrow           | États-Unis  |
| Rob Dukes              | États-Unis  |
| Joseph Duplantier      | France      |
| Fred Durst             | États-Unis  |

Début de page

## E
| Carmen Elise Espenæs | Norvège |

Début de page

## F
| Fenriz                           | Norvège     |
| Dani Filth,                      | Royaume-Uni |
| George « Corpsegrinder » Fisher, | États-Unis  |
| Thomas Gabriel Fischer           | Suisse      |
| Robb Flynn                       | États-Unis  |
| Lita Ford                        | États-Unis  |
| Anders Fridén                    | Suède       |

Début de page

## G
| Gaahl,                 | Norvège     |
| Anneke van Giersbergen | Pays-Bas    |
| Daniel Gildenlöw       | Suède       |
| Ian Gillan             | Royaume-Uni |
| Jim Gillette,          | États-Unis  |
| Jay Gordon             | États-Unis  |
| Angela Gossow,         | Allemagne   |
| Barney Greenway        | Royaume-Uni |

Début de page

## H
| Lzzy Hale                      | États-Unis         |
| Rob Halford,                   | Royaume-Uni        |
| Page Hamilton                  | États-Unis         |
| Kai Hansen                     | Allemagne          |
| Matt K. Heafy                  | Japon / États-Unis |
| Andreas « Vintersorg » Hedlund | Suède              |
| Johan Hegg,                    | Suède              |
| James Hetfield,                | États-Unis         |
| Rose Hreidmarr                 | France             |

Début de page

## I
| Ice-T      | États-Unis |
| ICS Vortex | Norvège    |
| Ihsahn,    | Norvège    |

Début de page

## J
| Floor Jansen  | Pays-Bas   |
| Jamey Jasta   | États-Unis |
| Howard Jones  | États-Unis |
| Al Jourgensen | États-Unis |

Début de page

## K
| Tommy Karevik,       | Suède       |
| Maynard James Keenan | États-Unis  |
| Roy Khan             | Norvège     |
| Kid Rock             | États-Unis  |
| Jens Kidman          | Suède       |
| Lemmy Kilmister      | Royaume-Uni |
| Michael Kiske,       | Allemagne   |
| Ari Koivunen         | Finlande    |
| Timo Kotipelto       | Finlande    |
| Liv Kristine         | Norvège     |
| Hansi Kürsch         | Allemagne   |
| Niklas Kvarforth,    | Suède       |
| Kyo                  | Japon       |

Début de page

## L
| James LaBrie           | Canada      |
| Lady Angellyca         | Espagne     |
| Alexi Laiho            | Finlande    |
| Tim Lambesis           | États-Unis  |
| Jørn Lande             | Norvège     |
| Jani Lane              | États-Unis  |
| Conrad « Cronos » Lant | Royaume-Uni |
| Blackie Lawless        | États-Unis  |
| Christopher Lee        | Royaume-Uni |
| Mats Levén             | Suède       |
| Aaron Lewis            | États-Unis  |
| Freddy Lim             | Taïwan      |
| Till Lindemann         | Allemagne   |
| Fabio Lione            | Italie      |
| Mitch Lucker           | États-Unis  |

Début de page

## M
| Jari Mäenpää        | Finlande   |
| Marilyn Manson      | États-Unis |
| Max Martin (débuts) | Suède      |
| Andre Matos         | Brésil     |
| Ryan McCombs        | États-Unis |
| Mark McGrath        | États-Unis |
| Klaus Meine         | Allemagne  |
| Bret Michaels       | États-Unis |
| Midnight            | États-Unis |
| Chino Moreno        | États-Unis |
| Dave Mustaine       | États-Unis |
| Myrkur              | Danemark   |

Début de page

## N
| Vince Neil    | États-Unis  |
| Jon Nödtveidt | Suède       |
| Gary Numan    | Royaume-Uni |

Début de page

## O
| Jon Oliva     | États-Unis  |
| Anette Olzon  | Suède       |
| Ozzy Osbourne | Royaume-Uni |
| Tim Owens     | États-Unis  |

Début de page

## P
| Dominik Paris  | Italie      |
| Mike Patton    | États-Unis  |
| Stephen Pearcy | États-Unis  |
| Doro Pesch,    | Allemagne   |
| Robert Plant   | Royaume-Uni |

Début de page

## Q
| Quorthon, | Suède |

Début de page

## R
| Jonas Renkse     | Suède      |
| Trent Reznor     | États-Unis |
| Fernando Ribeiro | Portugal   |
| Zack de la Rocha | États-Unis |
| Danica Roem      | États-Unis |
| Axl Rose         | États-Unis |
| David Lee Roth   | États-Unis |
| Travis Ryan      | États-Unis |
| Elize Ryd        | Suède      |

Début de page

## S
| Tobias Sammet         | Allemagne   |
| Satyr                 | Norvège     |
| Cristina Scabbia      | Italie      |
| Wes Scantlin          | États-Unis  |
| Ralf Scheepers,       | Allemagne   |
| Masha Scream          | Russie      |
| M. Shadows            | États-Unis  |
| Shagrath              | Norvège     |
| Chuck Schuldiner,     | États-Unis  |
| Snowy Shaw            | Suède       |
| Simone Simons         | Pays-Bas    |
| Dee Snider            | États-Unis  |
| Amanda Somerville     | États-Unis  |
| Jeff Scott Soto       | États-Unis  |
| Steve Souza           | États-Unis  |
| Aaron Stainthorpe     | Royaume-Uni |
| Wayne Static          | États-Unis  |
| Peter Steele          | États-Unis  |
| Vibeke Stene          | Norvège     |
| Zachary Stevens       | États-Unis  |
| Björn « Speed » Strid | Suède       |
| Dan Swanö             | Suède       |
| Oliver « Oli » Sykes  | Royaume-Uni |

Début de page

## T
| Peter Tägtgren, | Suède                |
| Tairrie B       | États-Unis           |
| Serj Tankian    | Arménie / États-Unis |
| Geoff Tate,     | États-Unis           |
| Corey Taylor,   | États-Unis           |
| Mark Tornillo   | États-Unis           |
| Devin Townsend  | Canada               |
| Tarja Turunen   | Finlande             |

Début de page

## V
| Vanilla Ice (fin des années 1990) | États-Unis |
| Michael Vescera                   | États-Unis |
| Varg Vikernes                     | Norvège    |
| David Vincent,                    | États-Unis |

Début de page

## W
| Eric Wagner             | États-Unis  |
| Scott « Wino » Weinrich | États-Unis  |
| Charlotte Wessels       | Pays-Bas    |
| Doogie White            | Royaume-Uni |
| Alissa White-Gluz,      | Canada      |
| Wendy O. Williams       | États-Unis  |
| Kirk Windstein          | États-Unis  |
| Lajon Witherspoon       | États-Unis  |
| Andrew W.K.             | États-Unis  |
| Chelsea Wolfe           | États-Unis  |

Début de page

## Z
| Rob Zombie | États-Unis |

Début de page